# Hymn Eswatini
„Nkulunkulu Mnikati wetibusiso temaSwati” to narodowy hymn Królestwa Eswatini. Słowa napisał Andrease Enoke Fanyana Simelane, a melodię skomponował David Kenneth Rycroft.
| Nkulunkulu Mnikati wetibusiso temaSwati; Siyatibonga tonkhe tinhlanhla; Sibonga iNgwenyama yetfu. Live netintsaba nemifula. Busisa tiphatsimandla takaNgwane; Nguwe wedvwa Somandla wetfu; Sinike kuhlakanipha lokungenabucili Simise usicinise, Simakadze. | Panie nasz, Boże, dawco błogosławieństw dla Swazi, Składamy ci dzięki za cały nasz dobry los, Dziękujemy za naszego króla i modlimy się za niego I za nasz piękny kraj, jego wzgórza i rzeki. Niech twe błogosławieństwa spłyną na wszystkich władców naszego Kraju, Moc i potęga są jedynie twoje, Modlimy się do ciebie, ześlij nam mądrość, nie kłamstwo i złą wolę. Umacniaj nas, Panie Wieków. |